# Galina Bucharina
Galina Bucharina, född 14 februari 1945 i Voronezj, är en sovjetisk före detta friidrottare.
Bucharina blev olympisk bronsmedaljör på 4 x 100 meter vid sommarspelen 1968 i Mexico City.